# Ponte Pingtang
Il ponte Pingtang è un ponte strallato situato a Pingtang, nel Guizhou, in Cina.
Il ponte, utilizzato per far transitare l'autostrada Luodian Pingtang, attraversa la valle del fiume Caodu. Con un'altezza di 332 metri, è il secondo ponte più alto del mondo. È stato aperto al traffico il 30 dicembre 2019.